# Eutichurus putus
Eutichurus putus is een spinnensoort uit de familie van de Cheiracanthiidae.
De wetenschappelijke naam van de soort werd in 1898 gepubliceerd door Octavius Pickard-Cambridge.